# Scolamblyops japonicus
Scolamblyops japonicus är en kräftdjursart som beskrevs av Murano 1974. Scolamblyops japonicus ingår i släktet Scolamblyops och familjen Mysidae. Inga underarter finns listade i Catalogue of Life.